# غيليس لو كلارك
غيليس لو كلارك (بالفرنسية: Gilles Leclerc )‏ (و. 1952 – م) هو صحفي، ومذيع أخبار، ومقدم برامج إذاعية، من فرنسا.